# Lluis Maria Xirinacs
Lluís Maria Xirinacs (ur. 6 sierpnia 1932 w Barcelonie, zm. 11 sierpnia 2007 w Ogassa) – hiszpański duchowny katolicki, działacz opozycji antyfrankistowskiej i senator kataloński.
Wyświęcony został jako 22-latek. Był znanym działaczem opozycji wobec reżimu gen. Francisco Franco za co władze kościelne naciskane przez rząd przeniosły go w 1963, z Barcelony do miejscowości Balsarena, a w trzy lata później do miejscowości Sant Jaume de Frontanyà, za obronę Demokratycznego Związku Studentów. Współzałożyciel Zgromadzenia Katalońskiego, działacz ruchu nacjonalistów katalońskich, aresztowany w 1971, prowadził strajk głodowy. Z życia kapłańskiego zrezygnował pod koniec lat 70. XX wieku. Podejrzewany o kontakty z ETA był ścigany przez prokuraturę hiszpańską we wrześniu 2001.
Zmarł śmiercią samobójczą, ciało Xirinacsa odnaleziono w zalesionej części miejscowości Ogassa, w pobliżu Girony.